# Museo de Historia del Suroeste de Florida
El Museo de Historia del Suroeste de Florida (en inglés: Southwest Florida Museum of History) es un museo de historia en Fort Myers, Condado de Lee, Florida al sur de Estados Unidos. El museo se encuentra en el centro histórico de Ft. Myers , en una antiguo depósito del ferrocarril de la línea de la costa atlántica en el 2031 de la Calle Jackson (una cuadra al sur del Bulevar Martín Luther King Jr.). Está abierto de martes a sábado entre las 10 a. m. y las 5 p. m.. 
Las exhibiciones incluyen artefactos Paleo nativos, información sobre los pueblos Calusa y Seminole, e información sobre los exploradores españoles y los primeros colonos, ganaderos, historia militar regional, historia de la agricultura y las industrias de navegación y pesca. La colección incluye antigüedades, artes decorativas, una casa pionera "Florida cracker",  y un carro de ferrocarril Pullman privado de 1929.